# Apozomus gunn
Apozomus gunn är en spindeldjursart som beskrevs av Harvey 1992. Apozomus gunn ingår i släktet Apozomus och familjen Hubbardiidae. Inga underarter finns listade i Catalogue of Life.